# Una voce, una chitarra, un po' di luna
Una voce, una chitarra, un po' di luna è un film del 1956 diretto da Giacomo Gentilomo.

## Trama
Un giovane cantante viene abbandonato dalla moglie e si ritrova da solo con una figlia e una madre ammalata, da mantenere e curare. Poiché non riesce a imporsi nella sua professione viene ridotto quasi alla miseria; fortunatamente trova una ragazza che lo ama sinceramente. Quando lei trova il modo di farlo cantare alla radio, riuscirà a convolare a nozze.

## Produzione
Il film è ascrivibile al filone melodrammatico-sentimentale (detto popolarmente strappalacrime ed in seguito rinominato neorealismo d'appendice dalla critica), in voga in quegli anni in Italia tra il pubblico, sebbene all'epoca non fosse già più nel suo periodo di maggior fulgore.
È stato iscritto al Pubblico registro cinematografico con il n. 1.762. Presentato alla Commissione di revisione cinematografica il 28 settembre 1956, ottenne il visto censura n. 22.703 del 6 ottobre 1956 per una lunghezza di 2.385 metri.
Le canzoni Il mio mondo sei tu e Il tuo cuore è il cuore mio sono composte da Lelio Luttazzi, che curò la colonna sonora di tutto il film.
L'organizzatore generale della produzione era Mario Cecchi Gori.
Alcune scene furono girate al Palazzo degli Uffici, nel quartiere romano dell'EUR.

## Accoglienza

### Incassi
La pellicola ebbe un incasso di 161.402.000 lire dell'epoca.

### Critica
(Segnalazioni Cinematografiche, vol. 40, 1956)
(Laura Delli Colli)